# Warmia Olsztyn

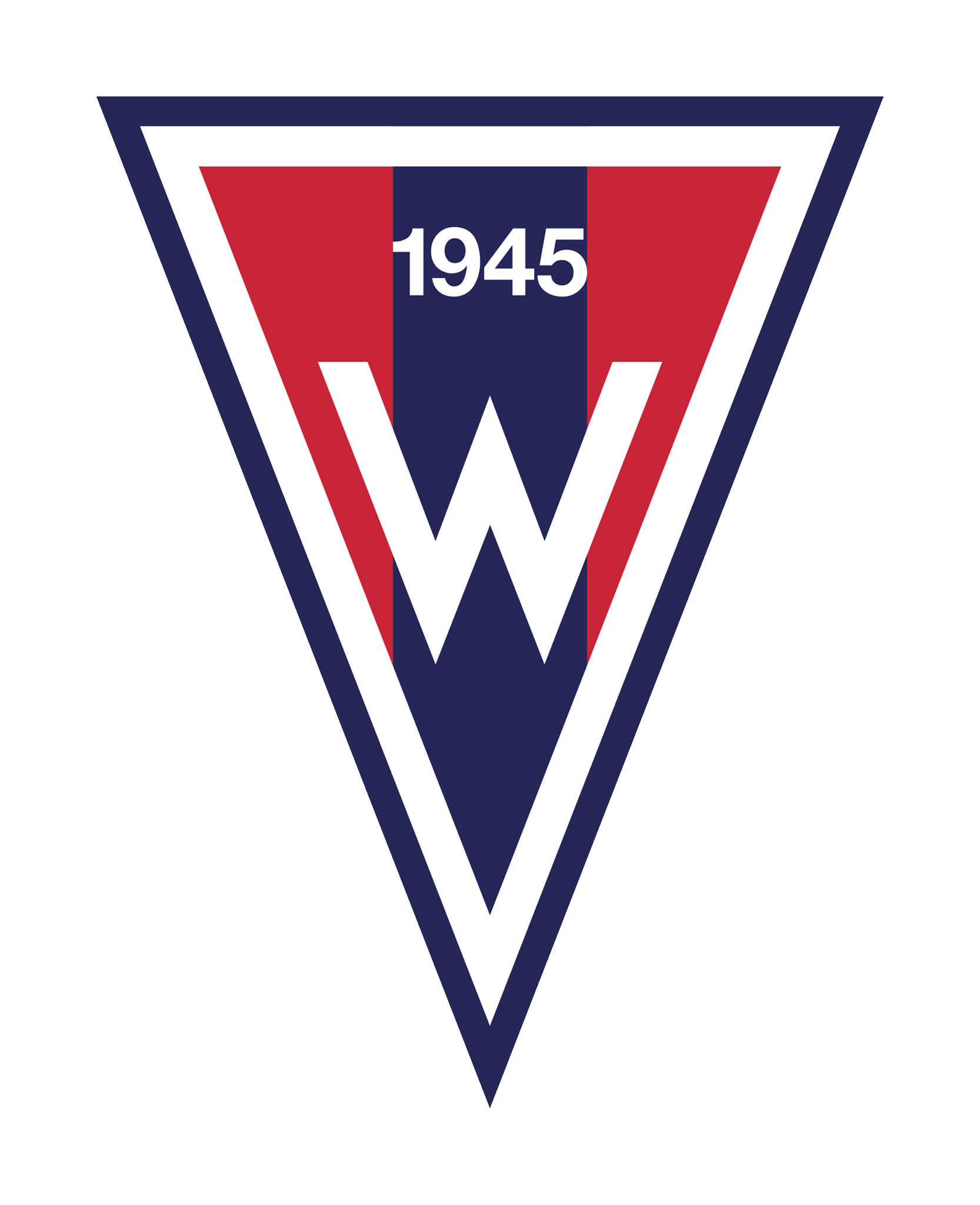

Warmia Olsztyn (vollständig Kolejowy Klub Sportowy Warmia Olsztyn) ist ein Mehrspartensportverein aus der polnischen Stadt Olsztyn. Besondere Erfolge erkämpfte sich der Verein im Badminton und im Fußball.

## Geschichte
Der Verein wurde am 15. Juli 1945 als KKS Olsztyn gegründet. 1949 wurde der Verein in ZS Kolejarz Olsztyn umbenannt. Am 6. Februar 1957 erhielt er den heutigen Namen. Besondere Erfolge wurden im Badminton errungen. Von 1978 bis 2006 startete der Verein 25 Mal in der ersten polnischen Liga. Im Fußball stand der Verein in der Saison 1995/1996 in der Hauptrunde des polnischen Pokals. Zwei Saisons später stieg man in die zweite polnische Liga auf.

## Bekannte Spieler
- Filip Kurto